# Ce que pensent les hommes
Pour plus de détails, voir Fiche technique et Distribution.
Ce que pensent les hommes ou Laisse tomber, il te mérite pas au Québec (He's Just Not That Into You) est une comédie romantique américaine réalisée par Ken Kwapis, sorti en 2009. Il est l'adaptation d'un roman homonyme écrit par Greg Behrendt et Liz Tuccillo.

## Synopsis
Ce que pensent les hommes relate les relations entre hommes et femmes et comment ils interprètent souvent mal les intentions du sexe opposé.
Le film suit la vie de trois couples et de trois célibataires. Gigi (Ginnifer Goodwin) comprend très mal les hommes et Alex (Justin Long), un patron de bar, l'aide à les comprendre. Janine (Jennifer Connelly) et Ben (Bradley Cooper), mariés, traversent une période difficile, ce qui conduit Ben à flirter avec Anna (Scarlett Johansson) déjà en relation avec Connor (Kevin Connolly), un agent immobilier de Baltimore. Neil (Ben Affleck) et Beth (Jennifer Aniston), en couple depuis sept ans, rompent lorsque celle-ci veut se marier et que Neil refuse. Enfin, Mary (Drew Barrymore), qui travaille pour un journal gay, se trouve dans le même cas que Gigi — elle a du mal à remarquer les signes d'un homme intéressé ou pas.

## Fiche technique
- Titre original : He's Just Not That Into You
- Titre français : Ce que pensent les hommes
- Titre québécois : Laisse tomber, il te mérite pas
- Réalisation : Ken Kwapis
- Scénario : Abby Kohn (en) et Marc Silverstein (en), d'après le roman homonyme de Greg Behrendt et Liz Tuccillo.
- Production : Nancy Juvonen ; Drew Barrymore, Michele Weiss, Toby Emmerich et Michael Beugg (délégués)
- Budget : 40 000 000 de dollars
- Pays de production :  États-Unis
- Langue originale : anglais
- Genre : comédie romantique
- Durée : 130 minutes
- Dates de sortie :
  - France : 24 janvier 2009 (première au Festival international du film de comédie de l'Alpe d'Huez), 11 février 2009 (sortie nationale)
  - États-Unis et Royaume-Uni : 6 février 2009
- Classifications :
  - États-Unis : R (Restricted)
  - France : tous publics

## Distribution
- Ben Affleck (VF : Jean-Pierre Michaël ; VQ : Pierre Auger) : Neil
- Jennifer Aniston (VF : Dorothée Jemma ; VQ : Isabelle Leyrolles) : Beth
- Drew Barrymore (VF : Virginie Ledieu ; VQ : Aline Pinsonneault) : Mary
- Jennifer Connelly (VF : Véronique Desmadryl ; VQ : Marika Lhoumeau) : Janine

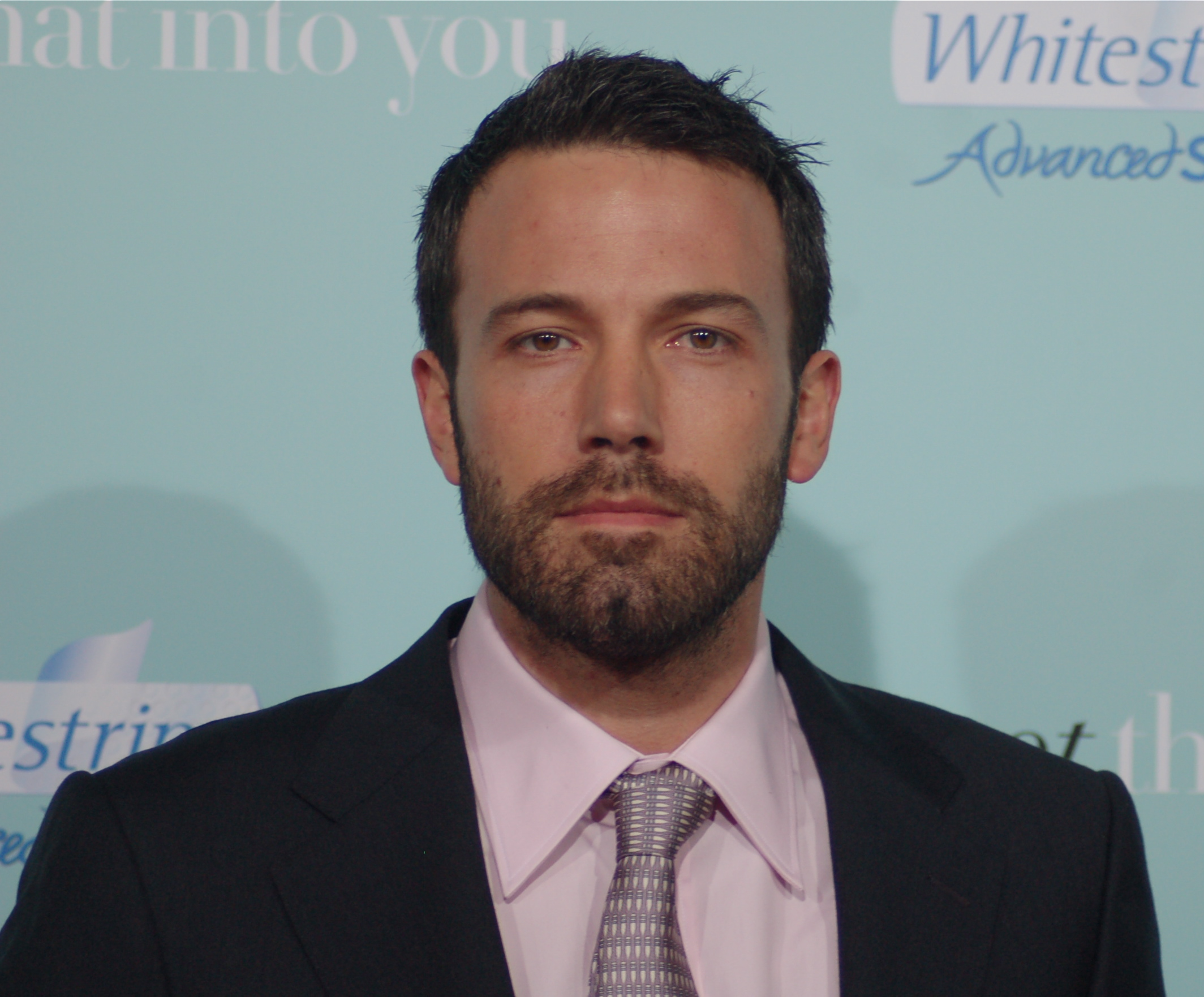
Ben Affleck à la première du film en 2009.

- Kevin Connolly (VF : Damien Ferrette ; VQ : Nicolas Charbonneaux-Collombet) : Connor
- Bradley Cooper (VF : Damien Boisseau ; VQ : Marc-André Bélanger) : Ben
- Ginnifer Goodwin (VF : Marie-Eugénie Maréchal ; VQ : Claudia-Laurie Corbeil) : Gigi
- Scarlett Johansson (VF : Julia Vaidis-Bogard ; VQ : Camille Cyr-Desmarais) : Anna
- Justin Long (VF : Pierre Tessier ; VQ : Hugolin Chevrette-Landesque) : Alex
- Kris Kristofferson (VF : Bernard Tiphaine ; VQ : Hubert Gagnon) : Ken
- Busy Philipps : Kelly Ann
- Sasha Alexander : Catherine
- Luis Guzmán (VF : Marc Alfos) : Javier
- Cristine Rose (VF : Anne Deleuze) : la riche divorcée
- Nana Kagga : l'invitée d'une fête

 Source et légende : version française (VF) sur RS Doublage

## Bande originale
1. I'd Like To - Corinne Bailey Rae (4:06)
2. I'm Amazed - My Morning Jacket (4:34)
3. Don't You Want Me - The Human League (3:57)
4. Supernatural Superserious - R.E.M. (3:24)
5. Madly - Tristan Prettyman (3:18)
6. This Must Be the Place (Naive Melody) - Talking Heads (4:55)
7. By Your Side - The Black Crowes (4:29)
8. I Must Be High - Wilco (2:59)
9. You Make It Real - James Morrison (3:32)
10. If I Never See Your Face Again - Maroon 5 (3:19)
11. Can't Hardly Wait - The Replacements (3:04)
12. Fruit Machine - The Ting Tings (2:53)
13. Smile - Lily Allen (3:15)
14. Somewhere Only We Know - Keane (3:57)
15. Love, Save the Empty - Erin McCarley (3:17)
16. Friday I'm In Love - The Cure (3:35)
17. Last Goodbye - Scarlett Johansson (2:32)
18. He's Into Me - Cliff Eidelman (2:24)

## Sortie et accueil
Le film connaît un succès commercial au box-office, rapportant 181 053 657 $, dont 93 953 653 $ aux États-Unis, où il a pris la première place lors de son premier week-end d'exploitation avec 27 785 487 $ de recettes. En France, l'accueil est plus modéré avec 655 528 entrées en fin d'exploitation en salles.
L'accueil critique est mitigée dans les pays anglophones, obtenant un taux d'approbation de 41% sur le site Rotten Tomatoes, pour 169 critiques collectes et une note de 5,2⁄10. Dans sa synthèse, ce site note : « Malgré les efforts d'un casting talentueux, Ce que pensent les hommes consacre trop peu de temps à chacun de ses protagonistes, les réduisant ainsi à des stéréotypes ». Le site Metacritic lui attribue un score de 47⁄100, basé sur 32 critiques collectées. En France, la réception critique est plus négative, avec une moyenne de 1,9⁄5 sur le site AlloCiné, basé sur 16 « titres de presse »